# کانا کیتاهارا
کانا کیتاهارا (انگلیسی: Kana Kitahara؛ زادهٔ ۱۷ دسامبر ۱۹۸۸) بازیکن فوتبال اهل ژاپن است که در تیم ملی فوتبال زنان ژاپن بازی کرده‌است.